# Xã Falun, Quận Roseau, Minnesota
Xã Falun (tiếng Anh: Falun Township) là một xã thuộc quận Roseau, tiểu bang Minnesota, Hoa Kỳ. Năm 2010, dân số của xã này là 251 người.